# Spodnji Petelinjek
Spodnji Petelinjek je razložena gručasta vas v Občini Lukovica, ki stoji ob glavni regionalni cesti med Ljubljano in Celjem na severozahodu Posavskega hribovja, vzhodno od Blagovice v Črnem grabnu.
V bližini se potok Javorščica izliva v Radomljo. Južno od Spodnjega Petelinjka se razprostirajo strma pobočja hriba Golčaj (690 m n. m.), po katerih je speljana avtocesta A1, natančneje viadukt pred predorom Podmilj.